# Erich Bender
Erich Bender (Frankfurt del Main, 5 de maig, 1913 - Idem. 13 de novembre, 2002), va ser un director de cor i compositor alemany.

## Carrera
Bender va estudiar inicialment música al Conservatori Hoch de Frankfurt del Main. El 1955 es va donar a conèixer arreu d'Alemanya amb el cor infantil NDR que va fundar. Es van publicar diversos enregistraments amb cançons infantils alemanyes conegudes i nadales. En resposta a un cas judicial en què Bender finalment va admetre un contacte inadequat amb membres menors d'edat del seu cor, l'NDR va dissoldre el cor el 1969.
Com a compositor, Bender va escriure música per a la ràdio (per exemple, per a totes les obres de ràdio de contes de fades de Sándor Ferenczy) i música de pel·lícula, com ara els documentals de cinema d'Eugen Schuhmacher, A l'ombra del Karakoram (1954), Canadà - A la terra dels negres. Óssos' (1958), Els últims paradisos (1967) i Els paradisos d'Europa (1973).